# Кенбу-Мару
Кенбу-Мару — транспортне судно, яке під час Другої світової війни брало участь у операціях японських збройних сил на Тихому океані. Також відоме як «Кембу-Мару».
Судно спорудили в 1942 році на верфі Nakata Zosen для компанії Sanko Kisen.
На початку січня 1943-го «Кенбу-Мару» реквізували для потреб Імперської армії Японії. Наприкінці лютого судно перебувало у Рабаулі — головній передовій базі в архіпелазі Бісмарка, з якої провадились японські операції на Соломонових островах та сході Нової Гвінеї. Тут його вирішили залучити до великої операції з доставки підкріплень японським гарнізонам Лае та Саламауа (в затоці Хуон на східному узбережжі Нової Гвінеї). У ніч проти 1 березня конвой вийшов з Рабаула. Союзники організували протидію конвою шляхом ударів авіації (події, що стали відомі як битва у морі Бісмарка) та в підсумку потопили всі транспорти. «Кенбу-Мару» вибухнуло та затонуло 3 березня, при цьому разом з судном загинули 45 членів екіпажу та 20 військовослужбовців.